# Lužine (Fojnica, BiH)
Lužine su naseljeno mjesto u općini Fojnica, Federacija Bosne i Hercegovine, BiH.

## Stanovništvo

### 1991.
Nacionalni sastav stanovništva 1991. godine, bio je sljedeći:
ukupno: 419
- Hrvati - 310
- Muslimani - 109

### 2013.
Nacionalni sastav stanovništva 2013. godine, bio je sljedeći:
ukupno: 194
- Hrvati - 111
- Bošnjaci - 82
- ostali, neopredijeljeni i nepoznato - 1

## Vanjske poveznice
- Satelitska snimka[neaktivna poveznica]